# Ema Hačundová
Ema Hačundová (* 5. März 1999) ist eine slowakische Leichtathletin, die sich auf die Disziplin Gehen spezialisiert hat und 2023 zweifache slowakische Meisterin wurde.

## Karriere
Ihre ersten internationalen Erfahrungen sammelte Ema Hačundová 2017 beim Geher-Europacup, der in der tschechischen Gemeinde Poděbrady ausgetragen wurde.
Im 10-km-Gehen der U20-Juniorinnen belegte sie mit einer Zeit von 55:24 Minuten den 33. Platz. Im darauffolgenden Jahr nahm sie im finnischen Tampere an den U20-Weltmeisterschaften teil.
Beim Bahngehen über die 10.000 Meter im Ratina-Stadion belegte sie mit einer Zeit von 51:50,84 Minuten den 28. Platz. Beim Geher-Europacup 2009 im litauischen Alytus debütierte sie im Erwachsenenbereich und belegte beim 20-km-Gehen mit einer Zeit von 1:50:34 Stunden den 41. Platz. Drei Jahre später nahm sie an den Weltmeisterschaften 2022 in der US-amerikanischen Stadt Eugene teil und belegte im 35-km-Gehen mit 3:07:02 Stunden den 32. Platz. 
Wenige Monate später ging sie über die gleiche Distanz auch bei den Europameisterschaften 2022, die als Teil der European Championships 2022 in München stattfanden, an den Start und belegte mit 3:06:13 Stunden den 14. Platz, Sie nahm zudem auch an den ins Jahr 2023 verschobenen Summer World University Games 2021 im chinesischen Chengdu teil und startete dort im Gehen über die 20 Kilometer, wo sie mit einer Zeit von 1:42:04 Stunden den 12. Platz belegte. Zudem gewann sie zusammen mit Hana Burzalová und Alžbeta Ragasová die Silbermedaille im Teamwettbewerb, wo die Einzelzeiten der drei besten Läuferinnen zusammenaddiert wurden.
Wenige Wochen später startete sie auch bei den Weltmeisterschaften 2023 in der ungarischen Hauptstadt Budapest und belegte im Gehen über die 35 Kilometer mit einer Zeit von 3:05:43 Stunden den 31. Platz.
Im Jahr 2023 konnte sich Ema Hačundová sowohl im 20-km-Gehen als auch im 35-km-Gehen jeweils ihren ersten slowakischen Meistertitel sichern.